# فرانشيسكو بارتولوميو راستريللي
فرانشيسكو بارتولوميو راستريللي (بالإيطالية: Francesco Bartolomeo Rastrelli)‏، من مواليد 1700، وتوفي بتاريخ 29 أبريل 1771، معماري إيطالي عاش في روسيا طوال فترة حياته.
اشتهر بأعماله بقصر الشتاء في سانت بطرسبرغ، وقصر كاترين في تسارسكوي سيلو بثمن باهظ.